# 姜酔媚
姜 酔媚（きょう すいび、1110年 - ?）は、南宋の高宗の即位前の側室。

## 生涯
北宋で郡君に封ぜられた。
靖康の変後、金に連行された。高宗は南宋で即位後、金に抑留されたままの正室邢秉懿を皇后に封じたが、側室らの冊封はしなかった。金の天会5年（1127年）6月7日、高宗に屈辱を与えるため、姜酔媚は高宗の母（韋賢妃）、高宗の他の妻妾（邢秉懿・田春羅）、高宗の娘（趙仏佑・趙神佑など）と共に、洗衣院に落とされた。
南宋の紹興5年・金の天会13年（1135年）、姜酔媚は洗衣院から解放され、金の太宗により紹興郡夫人に封ぜられた。その後の動静は不明である。

## 伝記資料
- 『靖康稗史箋證』
- 『宋史』